# Foals
A Foals egy oxfordi math rock, dance-punk együttes, 2008-ban jelent meg debütáló albumuk, Antidotes címmel.

## Története
A dobos, Jack és az énekes, Yannis gyerekkori barátok. Együtt zenéltek a The Edmund Fitzgerald nevű együttesben, de túl komolynak találták a hangzást, valami kevésbé gépies zenét akartak csinálni, ezért 2005-ben feloszlottak.
Debütáló albumuk nagy sikert aratott, az NME a 2008-as év ötödik legjobb albumának választotta. 2007 óta rendszeresen láthatóak az MTV-n. Több klipjük is előkelő helyezést ért el a listákon (Hummer, Mathletics, Balloons, Cassius, Red Socks Pugie, Olympic Airways).
Második, Total Life Forever című albumuk által szélesebb rétegekhez jutott el zenéjük. Olyan nagy sikerű számok találhatóak rajta, mint a Spanish Sahara, vagy a Miami.

## Diszkográfia
- Antidotes (2008)
- Total Life Forever (2010)
- Holy Fire (2013)
- What Went Down (2015)
- Everything Not Saved Will Be Lost – Part 1 (2019)
- Everything Not Saved Will Be Lost – Part 2 (2019)
- Life Is Yours (2022)

## Külső hivatkozások
- Hivatalos honlap